# Hynobius yangi
Espèce
Statut de conservation UICN

 EN B1ab(iii) : En danger
Hynobius yangi est une espèce d'urodèles de la famille des Hynobiidae.

## Répartition
Cette espèce est endémique de Corée du Sud. Elle se rencontre dans les environs de Busan.

## Description
Les mâles mesurent de 42,4 à 62,6 mm sans la queue et les femelles de 56,8 à 61,4 mm.

## Étymologie
Cette espèce est nommée en l'honneur de Suh-yung Yang.

## Publication originale
- Kim, Min & Matsui, 2003 : A new species of lentic breeding Korean salamander of the genus Hynobius (Amphibia, Urodela). Zoological Science. Tokyo, vol. 20, p. 1163-1169 (texte intégral).